# Quận Wheeler, Oregon
Quận Wheeler là một quận nằm trong tiểu bang Oregon. Năm 2000, dân số của quận là 1.547. Quận được đặt tên của Henry H. Wheeler, một người dân định cư ban đầu có một nông trại gần Mitchell. Quận lỵ là Fossil.
Quận Wheeler được biết tiếng là có rất nhiều vật thể hóa thạch nhất tiểu bang Oregon.

## Lịch sử
Quận Wheeler được thành lập ngày 17 tháng 2 năm 1899 từ những phần đất của các quận Grant, Gilliam và Crook. Từ khi thành lập đến giờ ranh giới của quận vẫn giữa nguyên trạng. Fossil được đặt là quận lỵ tạm thời của quận vào lúc quận được thành lập. Năm 1900, một cuộc bầu cử đã diễn ra để định đoạt thị trấn nào trong ba thị trấn sẽ trở thành quận lỵ vĩnh viễn. Cuối cùng thì Fossil giành được chiến thắng và trở thành quận lỵ vĩnh viễn.

## Kinh tế
Kinh tế chính của quận là nông nghiệp, chăn nuôi và lâm nghiệp.

## Địa lý
Theo Cục điều tra dân số Hoa Kỳ, quận có tổng diện tích là 1.715 dặm vuông (4.443 km²) trong đó đất chiếm 1.715 dặm vuông (4.442 km²) và nước chiếm 1 dặm vuông (1 km²) hay 0,03%.

## Xa lộ chính
- Quốc lộ Hoa Kỳ 26

## Các quận giáp ranh
- Quận Gilliam, Oregon - bắc
- Quận Morrow, Oregon - đông bắc
- Quận Grant, Oregon - đông
- Quận Crook, Oregon - nam
- Quận Jefferson, Oregon - tây bắc
- Quận Wasco, Oregon - tây bắc

## Các cộng đồng

### Các thành phố hợp nhất
- Fossil
- Mitchell
- Spray

### Các cộng đồng chưa hợp nhấtvà nhữngnơi ấn định cho thống kê
- Antone
- Clarno
- Kinzua (một phố ma)
- Richmond
- Service Creek
- Twickenham
- Wetmore
- Winlock